# Mai 68 à Nantes
Les événements de mai-juin 1968, ou plus brièvement Mai 68, désignent une période durant laquelle se déroulent, en France un important mouvement social dans les entreprises, y compris en Loire-Atlantique, où démarre le 14 mai la première grève chez Sud-Aviation, avec occupation de l’usine par les ouvriers et séquestration de l’équipe de direction, sur un site industriel déjà très mobilisé dès le 2 mai. Dès le 8 mai, Nantes avait connu la plus grande manifestation de son histoire, comme d'autres villes de Bretagne, sur le thème de l'emploi et du « vivre au pays ».
Avec les événements de 1968 en Normandie et à Toulouse ou encore ceux de la région lyonnaise, les grèves et manifestations à Nancy et Metz, les événements de Mai 68 à Nantes ont joué un rôle précurseur, selon les historiens, dans l'avènement de Mai 68, en particulier en février puis lors de la période de forte agitation du début du mois de mai. L'une des particularités de Mai 68 dans cette ville est la rencontre des étudiants, des ouvriers et même des paysans.
L'historiographie de Mai 68 a en effet rappelé à partir des années 1990 que la révolte étudiante avait eu lieu sur l'ensemble du territoire, en particulier dans les résidences universitaires de nombreuses villes de province, pour constituer le plus important mouvement social de l'histoire de France du XXe siècle.
Quand la grève générale est votée à l’Université de Nantes le mardi 7 mai, elle est dopée par les revendications locales comme le rétablissement de la subvention de l’Association Générale des Étudiants de Nantes et le retrait des plaintes contre les étudiants liées à la manifestation du 14 février., dans la foulée des violents événements du 14 février, qui avaient vu un millier de manifestants pour la mixité dans les résidences universitaires envahir le rectorat de la ville, après les occupations de résidences du mois de décembre.
La manifestation du 8 mai, le lendemain, est l'une des plus importantes de France, avec  12 000 ouvriers, paysans et étudiants place de la Duchesse-Anne, malgré une pluie battante et un discours remarqué du syndicaliste paysan Bernard Lambert, figure locale. Elle est prévue depuis mars, par les organisations syndicales ouvrières et agricoles avec le slogan « L’Ouest veut vivre » , qui exprime les inquiétudes de nombreux travailleurs concernant l’emploi, l’exode rural et le pouvoir d’achat.

## Prémices

### Les revendications ouvrières et paysannes dès 1967
La situation sociale en 1967 est tendue avec de nombreuses grève dans la région de Nantes. Le 2 octobre 1967 à Redon, en Ille-et-Vilaine, une imposante mobilisation paysanne se conclut comme la précédente, en juin, par des affrontements violents contre les forces de l’ordre.   
Les revendications paysannes trouvent écho auprès des syndicats ouvriers, avec une convergence d'intérêt pour l’industrialisation de l’Ouest, seule façon de « vivre et travailler au pays » sur fond d’exode rural. Fin 1967, les syndicats s’entendent sur l’organisation de manifestations communes dans toute la région Ouest pour le 8 mai 1968. Un front syndical régional paysan et ouvrier se met en place lors d’une réunion intersyndicale à Nantes le 6 novembre 1967.
De nombreuses grèves sont par ailleurs organisées dans les usines entre 1966 et 1967. Par ailleurs, les modifications d’organisation de la Sécurité sociale en août 1967 développent les oppositions. Le 13 décembre 1967, pour protester contre la suppression de nombreuses bourses, les étudiants rejoignent les ouvriers qui, à l'appel de la CGT et la CFDT, manifestent pour l'emploi. Le lendemain soir, les jeunes gens perturbent le bal donné par l'administration dans une cité universitaire, où ils restent toute la nuit. Le 18 décembre, les étudiants occupent une cité de filles pour protester contre les discriminations du règlement intérieur interdisant aux filles de recevoir chez elles.  En janvier 1968, les ouvriers nantais manifestent contre la réforme de la sécurité sociale, instituée par les ordonnances de 1967. Le 23, des étudiantes réoccupent une cité.

### Revendications dans les résidences universitaires dès 1967

#### L'UNEF aux mains des anarchistes dès 1967
À Nantes, ce sont surtout les participations des étudiants de l'UNEF à des manifestations ouvrières organisées par la CGT et la CFDT qui retiennent l’attention, dès le 13 décembre 1967 lors de cortèges de rues. L’Association générale des étudiants de Nantes (AGEN), est dominée par des étudiants d’extrême gauche et les anarchistes, réunis autour de Yvon Chotard, président de l’AGEN-UNEF en 1967-1968, dont le père est « mensuel » au chantier naval de Saint-Nazaire, et Jean Breteau, secrétaire général de l’Association des étudiants de la faculté des Lettres en 1967-1968. 
Une « bande de joyeux anarchistes a pris le contrôle de toutes les bureaucraties » : la Mnef, alors présidée par Patrick Rimbert, futur premier adjoint de Jean-Marc Ayrault, l'Agen-Unef, l'association des résidents universitaires. Ils s’emparent en particulier en mai 1967 du bureau de l’Agen-Unef et à la rentrée de 1967, de la Mutuelle nationale des étudiants de France. La Mnef de Nantes soutient en décembre 1967 l’occupation des cités universitaires, pour obtenir l’assouplissement du règlement intérieur, c’est-à-dire la liberté politique dans les locaux et le droit à la liberté sexuelle dans les cités universitaires. Le 18 décembre 1967, la police intervient et un mouvement de soutien s’organise autour de l’Unef, regroupant la CGT, la CFDT, la CGT-FO et le Snes. 
Les principaux situationnistes strasbourgeois sont présents lors de l'assemblée générale de l'UNEF qui s'est tenue le 14 janvier 1967. Yvon Chotard les a déjà rencontrés et se montre  sensible au programme proposé par leur représentant, André Vayr-Piova: fermeture des B.A.P.U., perturbation de cours et « tomatage » de professeurs, distribution de bandes-dessinées détournées et de tracts subversifs.

#### Occupations de résidences universitaires de décembre 1967 et janvier 1968
Comme à Strasbourg, les nantais font fermer le B.A.P.U. local et occupent les résidences universitaires, comme cela se fait aussi à Lyon.  Juvénal Quillet, élu en décembre 1967 président des résidents des cités universitaires ,, défend la suppression des règlements des cités-U.
Les occupations des résidences de décembre se soldent par son interpellation le 19 décembre et, deux jours plus tard, par l’intervention de la police lors d’une assemblée générale des résidents. Dès le début janvier l’A.G.E.N.-UNEF adopte une nouvelle plate-forme intitulée ironiquement «Contribution à l’élaboration d’une ligne syndicale minoritaire ». Les occupations continuent à Noël avec un large soutien local (CGT, CFDT, FO) et il est décidé qu'une centaine de nantaises envahiront, la cité Launay -Violette, réservée aux garçons le 23 janvier. Les résidences sont ainsi à nouveau prises d’assaut le 23 janvier. Le lendemain c’est au tour du restaurant universitaire d’être occupé. Un peu plus tard en décembre, le campus de Nanterre est paralysé par une série d’occupations qui, comme à Lyon et à Nantes, portent principalement sur les conditions de logement en résidences.

#### Occupations de résidences universitaires du 14 février 1968
Le 14 février 1968, le Campus du Tertre, excentré et dépourvu de liaisons avec le centre-ville, est en effervescence. Environ 1 300 étudiants se rassemblent à 14 h 30 sur le parking de la faculté des lettres de Nantes, au Petit-Port. Un appel a été lancé par l'AGEN, son homologue angevine, la Mutuelle nationale des étudiants de France et l'Association nationale des résidents en cités universitaires. Le cortège se déplace vers le Rectorat tout proche et sa pelouse, soutenus par FO et la CFDT,. Le recteur Max Schmitt accepte de recevoir une délégation de cinq étudiants puis les a rapidement éconduit, se souvient Jean Breteau. 

#### Le rectorat envahi par1 500 étudiants
Puis 1 500 étudiants envahissent le rectorat, à l’appel de l’Association générale des étudiants de Nantes (AGEN), dominée depuis quelques mois par des étudiants d’extrême gauche. Ils sont aussi venus réclamer le paiement de leurs bourses, dénonçant les modes d'attribution et leur faible niveau financier. Certains manifestants pillent le frigo du rectorat, comme le remarque la presse. 
À leur sortie, ils sont chargés par la police. Le commissaire Magimel a mangé les sommations et la police nous a chargés sur la pelouse, se souvient Jean Breteau. Sur les 45 étudiants interpellés, un seul est maintenu en détention et présenté au juge le lendemain, pour avoir blessé un policier puis condamné le 19 février à un mois de prison avec sursis. Lors de ces actions du 14 février, les anarchistes nantais Yvon Chotard et Juvénal Quillet sont rejoints par  le parisien Gérard Bigorgne, venu représenter les Enragés de Nanterre, avec qui les nantais partagent un intérêt pour les thèses situationnistes. À Rennes et Brest de fortes mobilisations ont aussi eu lieu à la mi-février pour des occupations de cités universitaires.
La police arrive en renfort, des négociations commencent avec le préfet : les étudiants s'engagent à partir, les forces de l'ordre à ne rien faire. Mais une fois les fauteurs de trouble sortis du rectorat, Jean-Émile Vié ne se sent « plus tenu par [ses] engagements ». «J'ai donné l'ordre de matraquer et d'arrêter les meneurs», confiera-t-il trente ans plus tard à Ouest-France. Le préfet porte plainte et demande au Conseil général le retrait des subventions à l’association étudiante,.

### La manifestation du 14 mars à Nantes
Un mois plus tard, le 14 mars, une nouvelle manifestation est organisée par l'UNEF,  contre la « ségrégation sexuelle » et la distinction entre étudiants « majeurs » et « mineurs » dans les résidences universitaires (la majorité civile en France est alors de 21 ans).

### La grande manifestation régionale du 8 mai 1968
Si l'année 1968 à Nantes a été marquée comme dans le reste de la France par plusieurs événements comme les grèves ouvrières des mois de mai et juin dans le cadre des événements de mai 68 elle offre en plus la particularité de la grande manifestation régionale du 8 mai 1968. 
Elle est précédée, dans la ville, par une forte actualité sociale. En 1968, le cortège des grèves a démarré tôt dans l'aéronautique, en proie à un plan de 15 000 suppressions d'emplois. Début avril, la tension monte  d'un cran, avec des arrêts de travail chez Sud-Aviation à Bouguenais, dans la banlieue de Nantes, une usine aéronautique où sont fabriqués le Concorde et la Caravelle mais aussi des réfrigérateurs Frigeavia. La journée du 2 mai est occupée ainsi à Nantes par la manifestation des ouvriers de Sud-Aviation et de la Raffinerie de Chantenay.
La plupart des villes de Bretagne seront la semaine suivante marquées par des manifestations étudiantes, ainsi que des grèves générales et sauvages. Ainsi, le 8 mai, des ouvriers, fonctionnaires et paysans manifestent côte à côte dans les neuf départements de Bretagne et des Pays-de-La- Loire,  sur le thème « L'Ouest veut vivre ». Ils sont 15.000 à Lorient, 6.000 à Saint-Brieuc, 20.000 à Quimper, 25.000 à Brest, tandis que le 13 mai, dans l'Ouest, 31 meetings seront tenus un peu partout. Ce 8 mai, les jeunes défilent au côté des ouvriers et des leaders syndicaux nantais : Georges Prampart de la CGT, Alexandre Hébert de FO et Gilbert Declercq de la CFDT. Les paysans sont également de la manifestation. Après la dislocation syndicale à Nantes, plusieurs centaines d’étudiants, avec des drapeaux rouges et des drapeaux noirs, suivent un parcours qui s’achève par un sit-in. 

### Les manifestations et grèves du 13 mai 1968
Après la spectaculaire "Nuit des barricades" au Quartier latin du vendredi 10 mai, l'UNEF de la ville a contacté les organisations syndicales locales pour préparer une riposte commune. Au niveau national, les centrales syndicales ont lancé un mot d'ordre de grève pour le lundi 13 mai. À l'échelon local, ce mot d'ordre est répercuté et bien appliqué. Des commissions sont mises en place, associant étudiants et enseignants. À Nantes, les étudiants en tête du cortège portent en étendard des drapeaux noirs (symbole des anarchistes) et rouges (symbole révolutionnaire).

#### La préfecture prise d'assaut
Ensuite, après la manifestation du 13 mai, les étudiants prennent d’assaut la préfecture de Loire-Atlantique. Les premières pierres volent contre les fenêtres de la préfecture, des cocktails Molotov répondent aux grenades lacrymogènes, des barricades sont érigées, des pavés arrachés, la voiture du préfet flambe. Jean-Émile Vié demande au ministère de l’Intérieur l’autorisation d’ouvrir le feu sur les manifestants, ce qui lui est refusé. Dans la soirée, des syndicalistes enseignants de Lettres négocient le retour au calme. En échange, le préfet annonce le rétablissement de la subvention de l’Association Générale des Étudiants de Nantes (AGEN) et le retrait des plaintes pour les dégradations du 14 février. 

#### L'occupation de l'Usine Sud-aviation de Bouguenais est votée
Le 14 mai 1968, les ouvriers de Sud-Aviation Nantes votent à la majorité l’occupation de l’usine. À l’approche de la nuit, les scellés sont posés sur toutes les portes. Tout au long des 1 800 mètres du mur d’enceinte qui clôture les nombreux bâtiments, les grévistes effectuent un travail de fortification des postes sentinelles. Ils sont 1500 à occuper l'usine, sur un effectif de 2 500 salariés.
Des chants révolutionnaires, diffusés par un électrophone, retentissent dans les bureaux de la direction, où le patron est séquestré. Des brasiers sont allumés un peu partout. En février 1968, le directeur, Paul Duvochel, avait annoncé que la durée hebdomadaire de travail passera de quarante-huit heures à quarante-six heures et demie en avril et à quarante-cinq heures au cours du second semestre, après un premier conflit social, ce qui avait fortement déçu. Les portes sont soudées, personne ne peut entrer ni sortir, un bivouac est improvisé dans la soirée, les cartons des frigos utilisés en guise de duvets. C'est la première séquestration et la première usine occupée en France en 1968,, que chroniquera le syndicaliste François Le Madec, un ancien ajusteur, dans un récit poétique baptisé "l'Aubépine de Mai" ,.
Le secrétaire de la section syndicale Force ouvrière de l'usine, Yves Rocton, un tourneur de 30 ans embauché dès son adolescence, a adhéré en 1960 au Parti ouvrier internationaliste, scission de la IVe Internationale.  Ex-militant CGT, il s'était battu, en vain, pour que son syndicat réclame le rappel du contingent d'Algérie à la fin de l'année 1960 puis avait été exclu en 1962, et aussi exclu du PCF en 1964 avec cinq autres trotskistes.  En 1968, Yvon Rocton se bat pour la grève générale, contre l'avis de la CGT, syndicat majoritaire dans l'usine, car il dénonce l'abus des grèves à répétition et inefficaces selon lui. Le leader ouvrier devient membre de la commission administrative de FO et sera élu au comité central de l'Organisation communiste internationaliste (OCI).
La région avait déjà été le théâtre du développement de mouvements de grèves radicales et violentes à Saint-Nazaire en 1953 et à Nantes en 1955, où l’UD-FO est dirigée par le militant anarcho-syndicaliste Alexandre Hébert. Nantes avait aussi vu la création du CLADO (Comité de liaison et d’action pour la démocratie ouvrière), en 1956, animé par des militants trotskystes et des anarchosyndicalistes pour défendre la liberté d’expression, en particulier au sein de la CGT. Basé à Nantes, il s'était déployé chez FO dans le Maine-et-Loire et ensuite au-delà de l’Ouest de la France. Le bulletin  L’Anarcho-syndicaliste avait publie dans son numéro 38 de mars 1964, un appel de 18 militants du CLADO de Nantes de la CGT.
La porte du bureau du directeur est soudée par les ouvriers ce qui l'empêche de sortir. Il ne sera libéré qu'au bout de 15 jours et avait déjà été séquestré le 27 avril. L'usine est barricadée en prévision d'une visite de la police et une délégation d'étudiants menés par Juvénal Quillet, au nom de l'UNEF, est accueillie. L'Humanité ne consacre que 7 lignes à l'événement en page 9, mais les groupes gauchistes sont ragaillardis car deux jours avant, des délégations de lycéens et d'étudiant venues aux manifestations ouvrières pour la défense de l'emploi de Nancy et Forbach ont été fraichement accueillies.
Lorsque l’occupation de Sud-Aviation est connue, l’effet de contagion est immédiat  dans le pays : l’usine Renault de Cléon en Seine-Maritime est aussitôt bloquée.  La presse du 16 mai 1968 relate l’approvisionnement par les épouses des ouvriers enfermés dans l’usine Sud-Aviation.

## L'extension du conflit
Le 20 mai, la préfecture compte 225 000 travailleurs en grève sur les 350 000 salariés du département, et le 23 mai, le quotidien Ouest-France estime qu'il  est "vain de dresser la liste de toutes les entreprises fermées ou occupées. C’est la quasi-totalité". 
Dès le 23 mai, la grève est quasi générale en Bretagne, mais dans le calme, avec des comités de grève proposent des repas gratuits tandis que les agriculteurs organisent le ravitaillement. De grands meetings paysans ont lieu à Callac (4.000 manifestants) et Guingamp (8.000 manifestants).  

## Le ralliement de la FNSEA locale
Alors que de nombreuses entreprises de la région sont en grève illimitée, la Loire-Atlantique est le premier département où elles sont rejointes par les cultivateurs du syndicat majoritaire, la FNSEA, dont la branche locale, la Fédération Départementale des Syndicats Exploitants Agricoles appelle les paysans à se solidariser avec les ouvriers et étudiants en lutte.  Bernard Thareau, principal coordinateur du mouvement paysan, joue un rôle central dans cette convergence. 
Nantes connaît ainsi le 24 mai 1968 une nouvelle manifestation lors de la journée d'action nationale du syndicalisme agricole, qui est une réplique de celle du 8 mai en plus grand encore. Venus en tracteurs, les agriculteurs répandent du fumier dans les rues et rebaptisent la place Royale «place du Peuple».  
«Ce que nous exigeons, en définitive, c'est la remise en cause de la société capitaliste et de l'Europe libérale qu'elle a engendrée», résume Bernard Lambert, l'un des leaders du mouvement paysan. Fils de métayers, il a arrêté ses études à quatorze ans puis est devenu responsable départemental de la Jeunesse agricole catholique (JAC) vers 1948. Député MRP de Châteaubriant, battu en 1962 par une large coalition de droite, Bernard Lambert est devenu éleveur de poulets de chair. Élu au bureau de la FDSEA en 1963 et secrétaire général en 1965, il est depuis 1966 adhèrent au PSU.
Quatre cortèges venus de Bouaye, Nozay, Savenay et Carquefou, se rejoignent en début d’après-midi Place du Commerce. La place Royale est rebaptisée "place du peuple", ce qui lui assure une notoriété nationale, avec des photos qui feront le tour de France. 
Devant la dégradation progressive de la situation politique et sociale, les maires de Nantes et Saint-Nazaire et de nombreux élus du département rédigent un appel au gouvernement pour qu’il entende les revendications des travailleurs et des jeunes. 
Le soutien paysan prend des formes concrètes: un  comité central de grève, installé à la mairie, est fondé le 24 mai, pour répondre aux problèmes matériels posés par la grève généralisée après dix jours de pénuries. Il s’attelle au ravitaillement en essence et produits alimentaires, à la garde des enfants des grévistes, au ramassage des ordures. Ce comité central de grève surveille les prix des commerces et marchés, gère les bons d'essence, organise le ravitaillement des quartiers populaires avec les paysans. Dans les quartiers populaires de l'agglomération nantaise comme Dervallières, Chantenay ou les Batignolles, les associations familiales organisent avec les paysans des ventes et distributions de produits fermiers à prix coûtant.

## Le coup de froid après les sept heures d'affrontement du 24 mai 1968 à Nantes
Revers de la médaille, la confiance acquise par les manifestants se retourne rapidement contre eux : refusant de se disperser en fin d’après-midi le 24 mai, un millier de manifestants prend à nouveau d’assaut la préfecture, comme le 13 mai, et déclenche cette fois un incendie.  La bataille de rue dure plus de sept heures et fait 208 blessés, selon le préfet. Les affrontements durent jusqu’à 1h30 du matin. Ces actions violentes seront condamnées par toutes les organisations agricoles  et donnent un coup de frein sur le mouvement.
Le lendemain les premières divisions apparaissent : la CGT et la CFDT se concentrent sur leurs revendications prioritaires, l’Unef et FO s’obstinent à rechercher les voies d’un nouveau pouvoir populaire. Le rêve de la révolution s’éloigne , avec l’annonce des négociations de Grenelle, cependant appuyées à Nantes par une manifestation encore très importante, de 40 000 personnes le 27 mai 1968.
Ailleurs en Bretagne, les manifestations et grèves continuent de plus belle. En date des 24-25 mai, la liaison aérienne Brest-Paris n'est plus assurée que par l'Armée de l'air, alors que 700 travailleurs français, espagnols, portugais et algériens de l'Ile Longue sont en arrêt total de travail. Le Finistère n'est pas en reste sur la région, y compris dans les villes moyennes. À partir du 26 mai des barrages routiers apparaissent autour de Morlaix ou Quimperlé, tandis qu'un meeting devant La Poste de Brest réunit 15 000 personnes.

## Le soutien de l'évêque aux grévistes
La particularité locale ressort dans le soutien de l'église, très rapide, dans une région très catholique. Au cours du long week-end de la Pentecôte, l'homélie de l'évêque Michel-Louis Vial en faveur des gréviste est remarquée.
La participation du clergé et des enseignants du privé au mouvement de Mai 68 dans l'Ouest est une nouveauté soulignée par les autorités.  Dès la manifestation du 8 mai, plusieurs prélats ont fait part de leur inquiétude pour l’emploi et concernant les risques de chômage en publiant des lettres dans La Semaine religieuse : Mgr Vial à Nantes et Mgr Mazerat à Angers. Dans la presse régionale, les évêques de Quimper et de Saint-Brieuc apportent leur soutien à cette manifestation du 8 mai dès sa préparation. 

## La reprise progressive du travail
Les salariés de Sud-Aviation reprennent le travail le 14 juin, au lendemain d'une journée d’ultimes violences policières dans les rues de Nantes, un mois après le début de l'occupation. La veille, dans les affrontements, un homme a eu le pied arraché et 116 personnes ont été interpellées par les CRS.  À la sortie de la grève, la direction de Sud-Aviation négocie un accord d'entreprise qui garantira un statut particulier aux salariés de l'Aérospatiale, toujours en vigueur dans les années 2010. Les cheminots, les postiers et le personnel d'EDF reprennent progressivement le travail aussi au début du mois de juin.

## Élections législatives anticipées
Le 31 mai, au lendemain de la dissolution de l'Assemblée nationale par le général de Gaulle et de la grande manifestation gaulliste sur les Champs-Élysées à Paris, une contre-manifestation est organisée Nantes aussi. À la suite de la dissolution de l'Assemblée nationale, des élections législatives anticipées se tiennent le 23 et 30 juin et voient une large victoire gaulliste au niveau national alors qu'un an plus tôt, la victoire avait été plus étriquée. Le 23 juin, les urnes parlent dès le premier tour. Les électeurs de Loire-Atlantique votent pour les gaullistes à 50 % dès le premier tour des législatives. À la fin juin, les urnes tranchent : la Loire-Atlantique donne une forte majorité aux candidats gaullistes.  La gauche ne conserve plus qu'une circonscription dans la région nantaise. Par rapport aux législatives de 1967, son influence électorale diminue.

## Répercussions et prolongements
Les luttes féministes prennent de l'ampleur quelques années plus tard à Nantes, où le syndicalisme agricole est par ailleurs profondément transformé par les événements de Mai 68.
Orateur, idéaliste et batailleur, le nantais Bernard Lambert se révèle au cours de grèves à Nantes. Il devient une figure du syndicalisme paysan, fondateur du mouvement des « Paysans travailleurs », à travers son livre publié en 1970 Les Paysans dans la lutte des classes puis animateur des luttes autour du Larzac à partir de 1973 ; Bernard Lambert est à l'origine de la marche sur le Larzac, au cours de laquelle il proclame : « Jamais plus les paysans ne seront des Versaillais. C’est pourquoi nous sommes ici pour fêter le mariage des Lip et du Larzac. »
En 1981, il fondera la Confédération nationale des syndicats de travailleurs paysans, l'origine de la Confédération paysanne.

## Analyse sociologique
Dans un ouvrage paru en 1969, Yannick Guin analyse la réussite du mouvement insurrectionnel par l'existence de fortes minorités anarcho-syndicalistes et trotskystes, tant chez les étudiants que chez les ouvriers et paysans, et attribue les causes de son échec à l'absence de structuration du mouvement, de coordination, d'objectifs concrets, d'une préparation institutionnelle qui aurait mis en place des structures nouvelles comme une justice populaire par exemple, et une atmosphère par trop à la fête.

### Chronologie
- 7 mai 1967: les anarchistes nantais prennent le contrôle de l'Unef locale [4]
- 2 octobre 1967 à Redon : mobilisation paysanne qui se conclut comme la précédente par des affrontements contre les forces de l’ordre[2].
- début décembre 1967 :  Juvénal Quillet élu président des étudiants en  résidences universitaires nantaises [4]
- 18 décembre : occupations des résidences universitaires nantaises [4]
- 19 décembre : Juvénal Quillet interpellé.
- 14 janvier 1968: assemblée générale de l'UNEF, les anarchistes nantais rencontrent les principaux situationnistes strasbourgeois [6].
- 23 janvier : les résidences universitaires nantaises à nouveau prises d’assaut [4]
- 14 février : Yvon Chotard et Quillet sont rejoints par Gérard Bigorgne venu représenter les Enragés de Nanterre [4]
- 14 février :  les résidences universitaires nantaises à nouveau occupées[4]
- 14 mars 1968 : nouvelles manifestation des résidences universitaires nantaises
- 2 mai 1968 : les salariés de Sud-Aviation en grève
- 8 mai 1968 : énorme manifestation ouvriers-paysans pour l'avenir du "Grand-Ouest"
- 13 mai 1968 : la préfecture prise d'assaut
- 14 mai 1968 :  les salariés de Sud-Aviation occupent l'usine
- 24 mai 1968 :  la préfecture prise d'assaut après une énorme manifestation ouvriers-paysans
- 26 mai 1968 :  l’évêque de Nantes, Monseigneur Vial, prend position, dans un sens favorable au mouvement[2].
- 14  juin 1968 :  les salariés de Sud-Aviation reprennent le travail

## Archives audiovisuelles
- "Mai 68 à Nantes Première Partie L'exception nantaise" avec le journaliste Alain Besson, Yvon Chotard (avocat) et Alexandre Hébert TV Sévre et maine [16]
- "Sud Aviation mai 68", enquête historique de France 2 avec archives INA le 1er mai 2018[17]
- Mai 1968 à Nantes, compilation d'archives d'époque, Radio France Bleue, 2018[18]

## Figures du mouvement
- Juvénal Quillet (Association des résidents)
- Yvon Chotard (avocat) (UNEF)
- Yves Rocton (Force Ouvrière)

## Sources et bibliographie
- "La Commune de Nantes, Cahiers libres" par Yannick Guin, no 154, Maspero, Paris, 1969,
- "Mai 68 à Nantes", par Sarah Guilbaud - Editions Coiffard - 2004
- « Mai 68 à Nantes » par Sylvain Coatleven, livre tiré de sa Maîtrise histoire», sous la direction de Claude Geslin, Université de Rennes 2, 2002
- Film L’autre mai  par Matthieu Maury et Jacques Willemont, 2008
- Archives de  Jean Breteau, président de l'association des étudiants en Lettres de Nantes en 1968, offertes au centre d’histoire du travail comportent beaucoup d’archives privées que des journalistes lui ont données quand ils ont quitté Nantes, ainsi que la critique des sciences sociales et humaines à travers les tracts des étudiants de socio [19].
- "À Nantes, Mai 68 a débuté le 14 février", Presse-Océan et Ouest-France [20]
- Exposition au Musée d’histoire de Nantes de 2018:  « Peut-on liquider Mai 1968 ? »[21]
- Exposition des 24, 29, 31 mai et 5 juin   2018 à la Mairie de Nantes, avec le Centre d’histoire du travail et le Musée d’histoire de Nantes[2]
- "On voulait abolir l'ordre ancien" , entretien avec Yvon Chotard[22]

#### Histoire de Nantes
- Histoire de Nantes

#### Autres déclinaisons régionales de l'événement
- Mai 68 en Auvergne
- Mai 68 en Provence

#### Mai 68 en général
- Mai 1968
- 1968 en France